# Pterolophia simulans
Pterolophia simulans là một loài bọ cánh cứng trong họ Cerambycidae.